# شهرستان رد ریور (تگزاس)
شهرستان رد ریور، تگزاس (به انگلیسی: Red River County, Texas) یک سکونتگاه مسکونی در ایالات متحده آمریکا است که در تگزاس واقع شده‌است.

## خصوصیات
شهرستان رد ریور ۲٬۷۳۷٫۶۳ کیلومترمربع مساحت دارد.